# ダイイングマシン
ダイイングマシンとは、プレス機械のうち、機械プレスの一種。

## 概要
- 材料（ワーク）の送り機構を内蔵している。順送り金型を使用することを前提としている。
- 一般的な機械プレスとは、スライドとボルスターの位置が上下逆になっている のが一番の特徴である。 一つのスライドを下部から駆動するため、重心が低くなり高速運転時の振動が少なくなる利点がある。反面、大型化はし難い。
- 精密小物部品を高速に多量生産することができる。
- 材料供給が自動ででき、加工中は人手の介在が不要なため安全といえる。